# 茅ヶ岳広域農道
茅ヶ岳広域農道（かやがたけこういきのうどう）は、山梨県甲斐市から北杜市までにかけて通る農道である。

## 概要
1971年(昭和46年)から1983年(昭和58年)にかけて工期。22.982 km の距離を有する。

## 地理的詳細
甲斐市双葉町から北杜市須玉町まで東西に横切りながら貫く農道で、双葉町の中央自動車道と連立交差した付近（この南側にはJR中央本線が通る）から起点とし西に向かう。途中で韮崎市などのいくつかの市町村道と交差する。

## 交差または周辺の道路や鉄道
- 中央自動車道
- 中央本線